# Michael Mols
Michael Mols (* 17. Dezember 1970 in Amsterdam) ist ein ehemaliger niederländischer Fußballspieler.

## Karriere

### Verein
Mols begann seine Karriere im Jahr 1991 bei SC Cambuur in der Ehrendivision. In der Saison 1992/93 wechselte er innerhalb der Eredivisie zum FC Twente Enschede. Zur Saison 1996/97 wechselte er zum FC Utrecht, wo er mit 49 Toren in 94 Spielen zum Topscorer avancierte. Zur Saison 1999/2000 unterschrieb er bei den Glasgow Rangers, mit denen er zweimal die schottische Meisterschaft und dreimal den Pokal gewinnen konnte. Zur Saison 2004/05 wechselte er wieder zurück in seine Heimat zum FC Utrecht. Seit der Saison 2005/06 spielte er bei ADO Den Haag. Zur Saison 2007/08 wechselte Mols ablösefrei zu Feyenoord Rotterdam, wo er eine Alternative zum ebenfalls neu gekommenen Roy Makaay werden sollte. 2009 beendete er dort seine aktive Karriere.

### Nationalmannschaft
Für die niederländische Fußballnationalmannschaft bestritt er sechs Spiele, ohne Torerfolg.

## Erfolge
- Schottischer Meister mit den Glasgow Rangers: 2000, 2003
- Schottischer Pokalsieger mit den Glasgow Rangers: 2000, 2002, 2003
- Schottischer Ligapokal mit den Glasgow Rangers: 2002, 2003
- KNVB-Pokal mit Feyenoord Rotterdam: 2008

## Privates
Neben dem Sport engagiert sich Mols im Rahmen des Rangers Charity Foundation gemeinsam mit der UNICEF für die Belange von Kindern.